# Proselito
Il termine proselito o "proselita" deriva dalla letteratura biblica e stava originalmente ad indicare lo straniero, il forestiero che risiede come estraneo in un paese altrui (come gli ebrei in Egitto, o i Cananei in Palestina dopo la conquista ebraica), sia lo straniero assimilato e divenuto quindi compatriota o correligionario.

## Origine del termine
Il termine «proselito» deriva dal greco προσήλυτος (da "proserchomai", “io mi avvicino”). Ricorre quattro volte nel Nuovo Testamento. Nella Septuaginta ricorre spesso come traduzione di גּר, gēr. La radice ebraica "gūr" significa "soggiornare". "gēr", quindi, assume il significato di "straniero che è venuto a stanziarsi nel territorio", in distinzione da chi è nativo, cioè "'ezrāh" come pure da "nokhri"̄ o "ben-nēkhār", cioè "straniero di passaggio" nel territorio. Nella letteratura talmudica "gēr" sta sempre per "proselito" nel senso usato dal Nuovo Testamento, cioè "pagano che si è convertito al Giudaismo".

## Proselito nell'Antico Testamento
Il giudizio sugli stranieri che vivono in Israele varia nell'Antico Testamento. La designazione di "proselito" si addiceva unicamente a chi aveva accettato la religione ed i costumi di Israele, passando attraverso una serie di riti di aggregazione che comprendevano la circoncisione, un'abluzione e l'offerta di un sacrificio presso il Tempio di Gerusalemme (finché sussisteva). Coloro che si sottomettevano a questa adesione completa ricevevano il nome di "proseliti della giustizia" a differenza di coloro che, pur avendo preso domicilio in Israele, avevano accettato solo i cosiddetti "comandamenti di Noè" (praticamente l'astensione dal sangue e dalle carni soffocate) per rendere possibili i rapporti sociali con gli Israeliti.
I proseliti erano numerosi nella diaspora.

## Proselito nel Nuovo Testamento
Il termine proselito ricorre quattro volte nel Nuovo Testamento; una volta in Matteo 23:15 dove Gesù si riferisce allo zelo proselitista dei Farisei ed all'influenza perniciosa che essi esercitano sui loro convertiti; e tre volte in Atti. I proseliti erano presenti a Pentecoste (Atti 2:10); Nicola, uno dei diaconi incaricati dalla chiesa primitiva a Gerusalemme, era un proselito (Atti 6:5), e dopo che l'apostolo Paolo aveva parlato nella sinagoga di Antiochia in Pisidia, molti devoti proseliti avevano seguito Paolo e Barnaba (Atti 13:43).
Quando il Nuovo Testamento usa l'espressione "timorato di Dio" (φοβούμενος τὸν θεόν, semitismo per "adoratori di Dio") e simili, si tratta di simpatizzanti o residenti che non avevano compiuto il passo dell'adesione formale al Giudaismo mediante la circoncisione (cfr. Atti 109:2,22,35; 13:16,26,43,50; 16:14; 17:4,17; 18:7).